# 新工具论：或解释自然的一些指导
《新工具论：或解释自然的一些指导》（拉丁語：Novum Organum: Sive Indicia Vera de Interpretatione Naturae，也译作新工具)，是弗兰西斯·培根于1620年出版的一部科学哲学著作，用拉丁文写成。培根在《新工具论》中，针对亚里士多德的关于逻辑和三段论的著作《工具論》，提出了他认为优于三段论的新逻辑体系——培根法。一般认为，此书是对现代科学的方法进行论证的最早的著作之一，奠定了现代科学发展的方法论基础。
《新工具论》的扉页描绘了一艘盖伦帆船穿行于直布罗陀海峡。神话中的海格力斯之柱分别矗立在的海峡两岸，表示这里是离开已被探明的地中海进入大西洋的出口。伊比利亚水手打破了作为地中海边界的支柱的束缚，开辟了一个新的探索世界。培根希望，以经验（或实验）为依据的的研究能够如他们一样，打破旧有的科学观念，并引导对世界和天空进行更深入地理解。这本书的扉页设计很大程度上借鉴了安德烈斯·加西亚·塞斯佩德斯（Andrés García de Céspedes）于1606年出版的《纳瓦加西翁的纲领》(Regimiento de Navegación)的扉页的思路。
底部的拉丁文标牌 –  – 取自旧约(但以理书12:4）“必有多人来往奔跑，知识就必增长”。

## 培根和科学方法
培根法对科学方法的历史发展起到了重要作用。因为以实验研究为中心,他的方法与现代的科学方法有相似之处。培根强调通过人工实验来提供对一种现象的额外观察。因此他经常被称为是“实验哲学之父”（伏尔泰便如此称呼他）。另一方面，现代科学方法在细节上并没有完全遵循培根的方法，而是更有方法性和实验性的精神，所以他在这方面的地位是有争议的。重要的是，培根为科学发展的各种方法论奠定了基础，因为他反对旧的亚里士多德的科学研究方法，认为方法论是必要的，因为人类思维的自然偏见和弱点。因为自然偏见，它必须寻求形而上学的解释，而非基于真正的观察。

## 前言
培根以拒绝纯粹的先验演绎作为在自然哲学中发现真理的手段开始了他的工作。关于他的哲学，他说:
|  | 我的计划虽然容易描述，却很难实施。因为这需要建立具有确定性的定量评价，通过某种简化手段来处理感知，并在最大程度上降低在感知之后思维的工作量。事实上，我的意思是开创并铺设一条新的、确定的从感知到思维的途径。 Now my plan is as easy to describe as it is difficult to effect.For it is to establish degrees of certainty, take care of the sense by a kind of reduction, but to reject for the most part the work of the mind that follows upon sense; in fact I mean to open up and lay down a new and certain pathway from the perceptions of the senses themselves to the mind. |

整本书都调“从观察开始”。事实上，正是“自然哲学必须从感知开始”这一思想体现了培根哲学的革命性部分。由此产生的哲学方法——排除归纳法，是培根对科学和哲学最持久的贡献之一。

## 大复兴
《新工具论》实际上是培根的著作《大复兴》(Instauratio magna)的一部分。“复兴”一词意在表明，人类知识的状态既要向前推进，也要回到人的堕落之前所享有的状态。培根原本打算将《大复兴》分为六部分（《新工具论》是其第二部分），但由于第五部分和第六部分未能完成，所以《大复兴》事实上没有完成。《新工具论》是用拉丁文写成的，采用格言体，由两卷格言组成，收录在培根1620年出版的卷中。然而，《新工具论》其实也没有完全写完，因为培根原本答应要再增加一些内容，但最终这一部分没有出版。

## 第一卷
培根将第一卷命名为《关于解释自然和关于人的领域 (Aphorismi de Interpretatione Naturae et Regno Hominis)》。
在第一卷格言中，培根对自然哲学的现状进行了批判。他攻击的对象主要是三段论，他认为这种方法与他所说的“真正的归纳法”相比是完全不充分的：
|               | 三段论式为命题所组成，命题为字所组成，而字则是概念的符号。因此假如概念本身（这是这事情的根子）是混乱的以及是过于轻易地从事实抽出来的，其上层建筑物就不可能坚固。所以我们的唯一希望乃是在一个真正的归纳法。 |
| ——第1卷格言14 | |

在他的许多格言中，培根重申了归纳推理的重要性。归纳法在方法论上与演绎法相反：归纳法需要从感官所观察到的特殊情况开始，然后试图从这些观察中发现一般的公理，换言之，归纳法没有任何预设；而演绎法从一般的公理或基本原则开始，通过这些公理推断出特定情况的真理。渐进过程是归纳法固有的，培根强调这种渐进过程的优势：
|               | 钻求和发现真理，只有亦只能有两条道路。一条是从感官和特殊的东西飞越到最普遍的原理，其真理性即被视为已定而很稳定，而由这些原则进而去加以判断，进而去发现一些中级的公理。这是现在流行的方法。另一条是从感官和特殊的东西引出一些原理，经由慢慢加深程度而无间断的上升，直至最后才达到最普通的原理。这才是正确的方法，但至今还未试行过。 |
| ——第1卷格言19 | |

在对这些重要概念进行了多次类似格言的重复之后，培根展示了他著名的幻象概念。

## 幻象
如《新工具论》的名字所暗示的那样，侧重于拒绝已被广泛接受的学说并提出前瞻性的进展。培根在幻象理论中，对误导人们在客观推理时自身存在的障碍进行了最具批判性的考察。它们曾出现在之前的作品中，但并未在细节上得到充分的描述。直到《新工具论》的出现，标志着这套理论的形成，它包括以下内容。

### 种族幻象
|               | 族类假象植基于人性本身中，也即植基于人这一族或这一类中。如果断言人的感官是事物的量尺，这是一句荒谬的话。正相反，不论感官或是心灵的一切觉知总是依个人的量尺而不是依宇宙的量尺。 |
| ——第1卷格言41 | |

在这种幻象中，培根认为，人类倾向于用想象力来假定自然界中那些未经证实的规律，例如历史上一个常见的天文学假设：行星运动的轨道是一个完美的圆周。

### 洞穴幻象
|               | 洞穴假象是各个人的假象。因为每一个人（除普遍人性所共有的错误外）都各自有其自己的洞穴，使自然之光屈折和变色。形成这个洞穴，或是因为这人自己固有的独特的本性；或是因为他所受的教育和与别人的交往；或是因为他阅读一些书籍而对其权威性发生崇敬和赞美%又或者是由于各种感印，这些感印又是根据人心的不同（如有的人是“心怀成见“和：胸有成竹”，有的人却是”漠然无所动于中”）而作用各异的；以及类此等等。这样，人的元精（照各个不同的人所秉受而得的样子）实际上是一种容易改变多扰的东西，又似为机运所统治着。 |
| ——第1卷格言42 | |

这种幻象源于个人的特定生活经历。多样化的教育可能导致个人偏好某些概念或方法，进而破坏他们的哲学思想。培根举了亚里士多德的例子，“他把他的自然哲学做成只是他逻辑的仆人，从而把它弄成富于争辩而近于无用。”(第1卷格言54)。

### 市场幻象
|               | 另有一类假象是由人们相互间的交接和联系所形成，我叫它为市场的假象，选取人们在市场中有往来交接之意。人们是靠谈话来联系的，而所利用的文字则是依照一般俗人的了解。所以，选用文字之失当害意就可怕地障碍着理解力。 |
| ——第1卷格言43 | |

培根认为这“最麻烦的一个”（第1卷格言59）。文字非常危险，因为人类使用词汇进行推理，而人们所接受的词汇定义往往是错误的，会造成混淆的。他概述了这类幻象的两种情况并举例说明（第1卷格言60）：
- 有些词是从错误的理论中产生的，如火元素（英语：Fire_(classical element)）或元始推动者的概念。这些是很容易驱除的，因为它们是由一个错误的理论推导出来的概念，而这个导致它们产生问题的错误可以追溯。
- 有些词是不精确抽象的结果。例如，地，相较于白垩和石灰而言，是一个可能包括许多不同的物质的模糊的术语，这些物质的定义是存疑的。这些术语经常被省略使用或缺乏具体定义。

### 剧场幻象
|               | 最后，还有一类假象是从哲学的各种各样的教条以及一些错误的论证法则转移到人们的心中的，我称这些为剧场的假象；因为在于我看来，一切公认的学说体系只不过是许多舞台戏剧，表现着人们自己依照虚拟的布景的式样而创造出来的一些世界。 |
| ——第1卷格言44 | |

这种幻象用以表现对某些哲学信条不明智的接受。这些哲学信条包括：被他对逻辑的热情所腐蚀的亚里士多德的诡辩的自然哲学(在格言63中特别提到)，过于依赖神学原则的柏拉图的迷信哲学(superstitious philosophy)等。

## 第二卷
培根在列举了当前和过去自然哲学的不足之后，提出了自己的哲学和方法。培根保留了亚里士多德的“原因”，但以有趣的方式重新定义了它们。在传统上，目的因被认为是四个原因（质料因material、法式因formal、能生因efficient和目的因final）中最重要的，但培根说，它是最没有帮助的，甚至在某些情况下对科学有害(第2卷格言3)。对培根而言，尽管每种原因都提供了些实际的方法，但法式因是其中最不实际却也最有价值的。培根所说的法式(forms)和法式因(formal causes)，指的是自然的普遍规律。培根给这些东西赋予了一种近乎神秘的力量：
|              | 可是如果有谁认识到法式，那么他就把握住若干最不相像的质，体中的性质的统一性，从而就能将那迄今从未做出的事物，就能把那永也不会因自然之变化、实验之努力，使得机缘之偶合而得以实现的事物，就能把那从来也不会临到人们思想的事物，侦察并揭露出来。于此可见，法式的发现能使人在思辨方面得到真理，在行动方面获得自由。 |
| ——第2卷格言3 | |

在第二卷中，培根给出了一个他称之为真正归纳法的例子。在这个例子中，培根试图得到热的法式。
他所采取的第一步是调查所有已知的可能存在热的性质的实例。培根将这种观测的数据集命名为“质临现表”。而下一张表“缺在表”则恰恰相反，它是所有不存在热的性质的实例集。因为这样的例子太多了，培根只列举了最相关的例子。最后，培根在他的“程度表”中将热的性质分成不同程度和强度。这最后一张表的目的是消除某些“被误认为可以体现热的法式”的实例，从而更接近热的真实法式。这种消除是通过比较来实现的。例如，火和沸水都是热的实例，因光在火中存在，而在沸水中不存在，故而可以排除光是热的真实法式。通过这种比较分析，培根试图最终推断出热的真正法式，尽管很明显，这一目标只能逐步实现。事实上，从这种排除性归纳中衍生出来的假设（培根称之为“初步收获”），只是一个起点。在此之上，附加经验证据和实验分析，可以完善我们对事物法式因的概念。
培根法并没有在“初步收获”就结束。 培根描述了许多“享有优先权的例子”，在这些例子中，人们试图解释的现象非常相关。培根在《新工具论》一书中描述了27个这样的例子，它们帮助并加速了归纳法的产生。他们是“一些旨在通过对归纳的逻辑强化来加快或更严格地寻找法式的省力方法或捷径。”。
在“初步收获”以及“享有优先权的例子”之外，培根列举了其他的“对理解力的帮助”，这被认为是培根法下一步的方向。在第2卷格言21，培根列出了正确归纳的后续步骤：
- 归纳法的若干支柱
- 归纳法的精订
- 随着题目的性质而变化
- 研究中一些具有优先权的性质，也即研究对象的先后次第
- 研究的界限，或者说宇宙中一切性质的概略
- 实践上的应用，也即就人的关联来论事物
- 研究的准备
- 原理的升降等级

然而，除了最初在《新工具论》中出现过几次之外，这些内容没有得到进一步的解释。培根很可能想在《大复兴》的后半部分中写出这些内容，但是没有完成。
正如上面提到的，《新工具论》的第二卷远远没有完成，事实上只是未完成的《大复兴》的一小部分。

## 培根与笛卡尔
人们经常通过比较培根与同时代的勒内·笛卡尔来研究培根。在某种意义上，这两位思想家属于第一批质疑古希腊哲学权威的人。培根和笛卡尔都认为有必要对既有的自然哲学进行批判，但是他们各自的批判对自然哲学提出了完全不同的方法，引起了两次重叠的运动，“由笛卡尔领导的是理性的、理论性的，由培根领导是实用的和经验主义的。” 他们都非常关心人类能够获取知识的程度，然而他们的方法却预示着不同的道路。
一方面，笛卡尔以对“不能完全确定的事物”的怀疑起始，并将感觉感知的印象包含在这个怀疑领域中，故而这个领域也包含了“所有涉及感官的科学，如物理学和天文学。”。他因此试图提供一个形而上学的原理（这成为“我思”），这是不容怀疑的，必须在此基础上才能进一步推演真理。在这种推论方法中，哲学家首先考察最普遍的公理（如“我思”），然后基于对这些普遍公理的理解，推演真理的细节。
另一方面，培根赞同一种于其相反的归纳方法，在这种方法中，首先考察细节，然后才能逐步得出最普遍的公理。笛卡尔怀疑感官是否有能力为我们提供准确的信息，而培根则怀疑心灵本身推理真理的能力，因为它需要面对非常多的智力陷阱——培根的“幻象”。培根在《新工具论》的开篇就写道：
|              | 人作为自然界的仆人和解释者，他所能做、所能懂的只是象他在事实中或思想中对自然进程所已观察到的那样多，也仅仅那样多：在此以外，他是既无所知，也不能有所成就的。 |
| ——第1卷格言1 | |

因此，从基本意义上讲，两人哲学方法的核心区别可以归结为演绎推理和归纳推理之间的区别和对感官的信任与否。然而，这两位思想家对真理可及性问题的立场也存在极大差异。笛卡尔宣称自己的目标是绝对真理，而培根怀疑真理是否可以获得。他在一开始就建议“建立确定性的渐进阶段”。对培根而言，真理的衡量标准是它对自然现象进行预测的能力(尽管培根的定义更接近我们口中的“真理”，因为它们是普世的、不可更改的自然法则)。

## 原创贡献
培根的科学著作中有一个有趣的特点，尽管他积累了大量的经验数据，但他并没有提出任何原创的发现，这并非他的本意。当然，如果这样来评价培根的贡献，那么与牛顿的贡献相比较时，是难以做到公正并得到正确结论的。培根从未声称自己出色地揭示了有关自然的不可动摇的新真理——事实上，他认为获得可靠的知识需要的不只是依靠单个人的头脑努力，而是需要几代人的努力才能够逐步获得。
从各个角度看，培根对人类知识进步的贡献不在于他的科学研究成果，而在于对自然哲学方法的重新解释。他的创新之处在The Oxford Francis Bacon一书中得到了总结：
|  | 在培根之前，我们还能从哪里能找到一种细致清晰的观点，将自然哲学视为一种由仪器和实验组成的事业，一种旨在抑制无序理性并弥补感官缺陷的事业？在培根之前的文献中，我们还能从哪里找到这样一种精简的自然史方法，范围如此之广，精确度如此之高，被设计为人类知识完全重建的基础，将人类知识通过一种排除性归纳的形式，辅以包括演绎在内的各种方法，产生新的、生产力极大的科学？我们还能在哪里找到一个科研概念，暗示着一个如此庞大的制度框架，以至于需要几代人依靠国家永久资助才能维持？而所有这一切还都伴随着对古老以及较古的哲学徹頭徹尾的、尋根究底的和毁灭性的攻击，以及预测新哲学成果的临时的自然哲学？ Before Bacon where else does one find a meticulously articulated view of natural philosophy as an enterprise of instruments and experiment, and enterprise designed to restrain discursive reason and make good the defects of the senses? Where else in the literature before Bacon does one come across a stripped-down natural-historical programme of such enormous scope and scrupulous precision, and designed to serve as the basis for a complete reconstruction of human knowledge which would generate new, vastly productive sciences through a form of eliminative induction supported by various other procedures including deduction? Where else does one find a concept of scientific research which implies an institutional framework of such proportions that it required generations of permanent state funding to sustain it? And all this accompanied by a thorough, searching, and devastating attack on ancient and not-so-ancient philosophies, and by a provisional natural philosophy anticipating the results of the new philosophy? |

## 进一步阅读
- 维基共享资源上的相關多媒體資源：Novum Organum
- 维基文库中的相關文獻：Novum Organum include Spedding, Devey and Wood translations
- "Francis Bacon" （页面存档备份，存于） at Early Modern Texts, with English translation The New Organon, prepared by Jonathan Bennett with adjustments to make the text more accessible
- New Organon （页面存档备份，存于）, English translation, based on the 1863 translation of James Spedding, Robert Leslie Ellis, and Douglas Denon Heath
- Novum Organum (English), Thomas Fowler (ed., notes, etc.) McMillan and Co., Clarendon Press, Oxford (1878), public domain
- Novum Organum （页面存档备份，存于）, original Latin text
- LibriVox中的公有领域有声书《The New Organon》